# Новая Жизнь (Нижегородская область)
Но́вая Жизнь — посёлок в Воротынском районе Нижегородской области России. Входит в Огнёв-Майданский сельсовет.

## Население
| 2002 | 2010 |
| ---- | ---- |
| 8    | ↘5   |

Национальный состав
Согласно результатам переписи 2002 года, в национальной структуре населения русские составляли  100% из 8 человек.